# Stevan Tickmayer
Stevan Kovacs Tickmayer (Novi Sad, Vojvodina, Serbia, 1961) es un multinstrumentista y compositor de jazz contemporáneo y música clásica contemporánea, de origen húngaro, y que reside en Francia desde 1991.

## Historial
Estudió piano y contrabajo en su ciudad natal, y más tarde composición, con Rudolf Brucci. Se trasladó a Holanda para completar sus estudios en el conservatorio de La Haya y, después, de Róterdam, con Witlod Lutoslawski. A partir de 1997, completó su formación con György Kurtàg, participando en el estreno de su obra "Seis piezas para trombón y piano". Antes, en 1986, había formado su primer grupo, Tickmayer Formatio, en el que mezclaba las vanguardias del jazz y del rock, con la música clásica.
Después, Tickmayer desarrolló trabajos en el mundo de la edición de libros, organizando festivales y encuentros de música de vanguardia (en Hungría) y colaborando con el coreógrafo Josef Nadj (en Francia). Ha sido compositor residente en el Kammermusikfest Lockenhaus, en las ediciones de 2003 y 2009, así como en otros festivales de Italia y Estados Unidos. como instrumentista e improvisador, ha trabajado con Chris Cutler , Fred Frith , Robert Drake , Valentin Clastrier, Wu Fei, Peter Kowald, Szabados György, Paul Termos , Grencso Istvan, Dresch Mihaly, The Science Group (como fundador y principal compositor) y el grupo Thinking Plague. Ha compuesto además una gran cantidad de obras para formaciones clásicas, como The Moscow Solists, The Netherlands Wind Ensemble, De Volharding, Seattle Chamber Players, Hungarian Symphony Orchestra y otras.

## Discografía
- Spes - Musical Youth Of Vojvodina (1988).
- Moments to Delight- (En directo) (1998)
- Chamber Music - (En directo) Libellula Records, París (1988).
- Comedia Tempio - "Studio Bleue", Orléans (1990).
- Wilhem Dances - RéR Megacorp, Londres. (1992)
- The Science Group - Mere coincidence - RéR Megacorp, Londres.
- The Science Group - Spoors Timelines -  RéR Megacorp, Londres (2003).
- Repetitive Selective Removal of one selective Group - RéR Megacorp, Londres (2005).
- Cold Place Couterpoints - RéR Megacorp, Londres (2008).